# 西尔维奥·海涅费特
西尔维奥·海涅费特（德語：Silvio Heinevetter，1984年10月21日—），德国男子手球运动员。他曾代表德国国家队参加2016年夏季奥林匹克运动会男子手球比赛，获得一枚铜牌。